# Índice Geral de Cursos
O Índice Geral de Cursos (IGC) é um dos instrumentos utilizados para conhecer o desempenho das instituições de ensino superior do Brasil. O instrumento é construído com base numa média ponderada das notas dos cursos de graduação e pós-graduação de cada instituição. Assim, sintetiza num único indicador a qualidade de todos os cursos de graduação, mestrado e doutorado da mesma instituição de ensino. O IGC é divulgado anualmente pelo INEP, imediatamente após a divulgação dos resultados do Enade.
As notas variam de 1 a 5. A Universidade de São Paulo não está incluída nos últimos resultados após aderir à prova do Enade de forma parcial.